# Литология
Литоло́гия (от др.-греч. λίθος «камень» + λόγος «учение»; англ. Sedimentology) — геологическая наука об осадочных горных породах (объект исследования), в Западной Европе и США эта наука называется седиментология.
Литология — важная часть петрографии, изучающая состав, структуру, происхождение и изменение осадочных пород; изучает закономерности и условия образования геологических осадков, процессы консолидации и литификации.
В задачи литологии (седиментология) входят изучение «осадочной коры», выявление особенностей и закономерностей распределения осадочных горных пород, а также поиски месторождений полезных ископаемых, связанных с осадочными горными породами.

## Термин
В 1940 году Л. В. Пустовалов показал, что термин литология уместно применять к осадочным породам, а петрология – к магматическим и метаморфическим.
В 1944 году Д. С. Белянкин определил литологию как раздел петрографии (или петрологии) изучающий современные и древние минеральные осадки
В 2006 году В. П. Макаров определил литологию как учение о составе, отношениях и связях между геологическими телами и слагающими их породами, образованными при процессах, происходящих в гидросфере, атмосфере и биосфере.
Применение термина литология к исследованию камней в инженерном деле, архитектуре и технике не прижилось.

## Разделы литологии
- Петрография осадочных пород — изучение состава осадочных пород[7],[8].
- Фациальный анализ — Состав, отношения и связи между горными породами[9].
- Формационный анализ — Состав, отношения и связи между горными породами и геологическими телами, выполненными этими породами[10],[11].

Литология совместно с региональной геологией, геотектоникой и другими геологическими науками внесла существенный вклад в развитие нового направления в геологии — осадочные бассейны,,.

## Прямая и обратные задачи
В литологии единственным образом[уточнить] выделяются непересекающиеся[уточнить] задачи, всегда[уточнить] игнорируемые геологами:
Прямая задача — определение особенностей формирования осадков, из которых образуются в дальнейшем осадочные горные породы, в различных физико-механических и физико-химических условиях. Большой вклад в решение этой проблемы внёс Н. М. Страхов,.
Обратная задача — на основе анализа наблюдаемых свойств осадочных пород — восстановление условий их образования. Существенный вклад в решение этой проблемы внёс Л. В. Пустовалов , а также практически все геологи и, в частности, литологи, которые занимаются изучением осадочных пород. Методологической основой этих работ является метод (принцип) актуализма (понятие введено ещё Ч.Ляйелем в 30-х годах XIX века.). Сыграв существенную роль в развитии геологических наук, этот метод в настоящее время является тормозом в их развитии. Дело в том, что  метод актуализма  по своей сущности является методом аналогий, а метод аналогий не является методом доказательства. Метод аналогий является основой формирования гипотез. Поэтому все положения, полученные на основе применения метода актуализма, в настоящее время необходимо рассматривать как научные гипотезы, требующие проведения специальных процедур доказательства. А это как раз то, что геологи, и литологи в том числе, никогда не делают и не хотят делать.
Проблема состоит в том, что из существования решения прямой задачи не следует наличие решения обратной задачи; последнее представляет собой самостоятельную проблему, хотя без наличия решения прямой задачи решение обратной задачи не возможно. Непонимание различий между этими типами задач приводило к искусственным и надуманным конфликтам между литологами, отражённые, например, в материалах подготовки к литологическому совещанию в 1951 г, и отмеченные, в частности, в.
По своему содержанию и методам исследования «Литология» очень близка к такому разделу об осадочных образованиях, как «Седиментология». Неточность определения «Литологии» приводит к путанице во взаимоотношениях её с «Седиментологией». Многие считают «Литологию» частью «Седиментологии». Так по Vatan (1955) «Область седиментологии значительно более обширна, чем область петрографии осадочных пород.».
Другие исследователи, наоборот, процессы седиментологии относят к стадиям литогенеза, например,, то есть рассматривают «Седиментологию» как часть «Литологии». Из этих соотношений исходит и определение № 1.
Реальные взаимоотношения легко устанавливаются с позиции дилеммы прямая задача — обратная задача. Тогда «Седиментология» — это форма решения прямой задачи, тогда как «Литология» — обратной задачи. Несмотря на их близость, это — задачи, решения которых направлены в противоположные стороны. Таким образом эти понятия находятся не в отношении подчинения одна другой, а являются однопорядковыми понятиями.
Возвращаясь к определению № 1, можно сказать, что в вольном переводе Седиментология — это наука о закономерностях формирования современных осадков, тогда как Литология это — наука об образовании и закономерностях распространения осадочных пород. Соответственно и объекты их исследований существенно различаются: Седиментология изучает современные осадки, тогда как Литология -осадочные породы древнего возраста. Учитывая вышесказанное, можно утверждать, что конечной целью Литологии является определение палеогеографических условий формирования осадочных пород.
Близкое к данному представление отмечается у третьей группы литологов, например П. П. Тимофеева, О. В. Япаскурта и др.

«В их трактовке литогенез начинается диагенезом осадка и распространяется на все постдиагенетические преобразования породы… В данном понимании литогенез (или породообразование) следует за предшествующим ему седиментогенезом (или осадкообразованием). Тем самым противопоставляются две категории природных процессов, которые принципиально разнятся своей сущностью и спецификой исследования, и, вместе с эти, подчёркивается их временная соподчинённость» (, стр.18).

В этом умозаключении недостаточно чётко определена конструкции «все постдиагенетические преобразования», поскольку сюда могут входить такие взаимоисключающие процессы как гипергенез и метаморфизм, которые накладываются на уже сформированные породы.
В приведённых трактовках отсутствует строгое разделение понятия «осадок» и «порода», в результате чего, например, песок современных отложений рассматривается как осадок, тогда как песок более древнего возраста, например, неогена, палеогена и даже юры, в котором отсутствуют явные признаки диагенеза, рассматривается уже как рыхлая осадочная порода. Нет также чёткой границы между понятиями «современный» и «древний». Например, пусть в некоторый период река разливается и откладывает осадок {\displaystyle \left[{O_{1}}\right]}. Ясно, что этот осадок на данный момент является «современным»; седиментотолог, изучающий этот осадок, сопоставляет его свойства с свойствами потока, из которого он отложен, и делает определённые выводы. Через, например, год эта же река, частично размывая осадок {\displaystyle \left[{O_{1}}\right]}, покрывает его осадком {\displaystyle \left[{O_{2}}\right]}. Новый исследователь, изучая осадок {\displaystyle \left[{O_{2}}\right]}, обнаруживает осадок {\displaystyle \left[{O_{1}}\right]}, ничего не знает об его предыстории. За прошедший год из-за малости прошедшего промежутка времени процессы диагенеза в осадке {\displaystyle \left[{O_{1}}\right]} фактически не произошли. Отсюда сразу же возникают вопросы: каким является осадок {\displaystyle \left[{O_{1}}\right]} — древним или ещё современным? и осадок {\displaystyle \left[{O_{1}}\right]} — осадок или уже рыхлая порода? Эта неопределённость приводит и к неопределённости в выделении стадий преобразования осадка в породу. В частности, не совсем ясно, где заканчивается этап формирования породы и начинается этап её эпигенетических преобразований.
Пусть {\displaystyle \left[O\right]} — осадок, и {\displaystyle \left(O\right)} — осадок, превращённый в горную породу (ГП), то есть {\displaystyle \left(O\right)} = ГП. Тогда имеет место преобразование — превращение осадка в породу, вида {\displaystyle \left(O\right)} = {\displaystyle {A}\cdot {\left[O\right]}}, где {\displaystyle A} — оператор преобразования, отражающий механизм превращения осадка в породу.
В «Литологии» в основном выделяют две главные последовательные стадии преобразования осадка в породу: диагенез (раннее преобразование) и катагенез (поздний диагенез). Обозначим их операторами соответственно {\displaystyle D} и {\displaystyle K}. Тогда символически можно записать
{\displaystyle {\left(O\right)}_{1}} = {\displaystyle {D}\cdot {\left[O\right]}};
{\displaystyle \left(O\right)} = {\displaystyle {K}\cdot {\left(O\right)}_{1}} = {\displaystyle {K}\cdot {\left({D}\cdot {\left[O\right]}\right)}}.
Здесь {\displaystyle {\left(O\right)}_{1}} — некоторый промежуточный объект преобразования осадка.
Раскрывая в правой части круглые скобки, приходим к выражению
{\displaystyle A} = {\displaystyle {K}\cdot {D}}.
Некоторые свойства этого произведения операторов:
1. Произведение операторов не перестановочно {\displaystyle A\neq {D}\cdot {K}}, то есть {\displaystyle A_{1}={D}\cdot {K}=0}.
2. Возвращаясь к «песку», можно записать, что в этом случае {\displaystyle \left(O\right)} = {\displaystyle \left[O\right]}, где {\displaystyle A=1}, то есть преобразование отсутствует. Этим свойством обладают не только пески, но и другие осадочные образования, например, многие соли, известняки.

## Методы исследований
Основные методы исследования:
1. прямые геологические (литологические) наблюдения над составом и строением осадочных пород с применением различных методов тонкого изучения вещества, например, геохимических или изотопных.
2. инструментальные методы — оптические методы, изучение гранулометрического состава, разновидности термического анализа, электронная микроскопия и пр.;
3. методы обобщённого анализа:

- 3а. фациальный анализ,; 
- 3б. формационный анализ;
- 3в. литостратиграфический анализ;
- 3г. палеогеографический анализ;
- 3д. стадиальный анализ;
- 3е. сравнительно-литологический метод (А. Д. Архангельский (1912), Н. М. Страхов) и др.

Все методы обобщённого анализа, принадлежа более высокому уровню исследований, оценивают различные отношения и связи между литологическими явлениями и объектами. Их недостатком является эмпирический уровень получаемой информации. Теоретические исследования в литологии полностью отсутствуют.
Во многих случаях в основе методов обобщённого анализа лежит принцип актуализма. Названные виды обобщённых анализов — разновидности метода актуализма.
По результатам исследования составляются литолого-фациальные и литолого-палеогеографические карты и атласы, позволяющие наглядно показать закономерности пространственного распределения осадочных горных пород и сделать прогноз размещения ряда полезных ископаемых.

## История
Литология, как одна из отраслей геологии обособилась в конце XIX — начале XX вв. в результате стратиграфических и палеогеографических исследований, сопровождавшихся изучением вещественного состава осадочных пород и связанных с ними полезных ископаемых. Большое значение для обособления литологии имели материалы, полученные английской океанографической экспедицией на судне «Челленджер» (американский учёный Дж. Мюррей, бельгиец А. Ренар, 1891 г.), а также исследования немецкого геолога И. Вальтера (1893—94), посвящённые вопросам осадочного породообразования. Благодаря работам русских (П. А. Земятченский, Я. В. Самойлов , Виктор Николаевич Чирвинский (1883—1942), А. П. Карпинский ,  (недоступная ссылка); А. П. Павлов  и др.) и зарубежных (английский учёный Г. Сорби, американские — Дж. Баррелл, В. Воган, французский — Л. Кайё, немецкий — Г. Потонье и др.) учёных литология в 1910-е гг. оформилась в качестве самостоятельной науки. Большой вклад в её дальнейшее развитие внесли советские (А. Д. Архангельский, А. Н. Заварицкий, Д. В. Наливкин, М. С. Швецов  (недоступная ссылка), В. П. Батурин, Л. В. Пустовалов  (недоступная ссылка), , Н. М. Страхов  (недоступная ссылка), Л.Б. Рухин и др.) и зарубежные (американцы — У. Твенхофел, У. Крумбейн, Ф. Петтиджон и др.) учёные. Особенно интенсивное развитие Л. началось в СССР после 1-го литологического совещания (1952), на котором были обсуждены достижения Литологии за весь про шедший период и намечена программа дальнейших исследований.

## Проблемные вопросы
Несмотря на более чем столетнее развитие «Литологии», в настоящее время в ней не разрешены многие вопросы её существования:
1. Отсутствие строгого определения понятия «Литология». Определение № 1 является стандартным официальным определением и носит поверхностный характер. Определение № 2 является альтернативным. Большинство высказанных выше суждений опираются именно на определение № 2. Тем не менее и его нельзя признать удовлетворительным, поскольку в его основе лежат виды процессов, ведущих к образованию пород. Определение этих процессов является продуктом интерпретации некоторой совокупности свойств, которые и должны входить в определение вида пород.
2. Отсутствие строго определения «осадочная горная порода» как по формальным признакам, так и по условиям образования. Это приводит к появлению недостаточно обоснованных решений. Анализ выявляет отсутствие определений и других существенно важных понятий; так, например, отсутствует определение «морские осадочные породы». Отсюда не ясно, например, чем морской песчаник отличается от речного (аллювиального) или озёрного песчаника. А именно эти отличия и должны являться элементами определения этих песчаников. Понятия типа «морские осадочные породы» являются не геологическими (литологическими), а географическими понятиями, поскольку указывают только на место образования осадочной породы.
3. Другое следствие этой неточности, расплывчатости — отнесение ряда геологических объектов в сферу «Литологии». Так в петрографии осадочных пород изучаются джеспилиты (железистые кварциты), относимые к породам высоких ступеней метаморфизма; многие пирокластические образования, которые изучаются в другом разделе «Геологии» -«Вулканологии». То же можно сказать и про аллиты (бокситы), которые необходимо рассматривать как продукты метасоматоза, протекающего в условиях низких температур и давлений.
4. Произвол в определении таких важных понятий петрографии, как структура и текстура пород. Отсутствует анализ взаимоотношений между ними: имеются ли между ними отношения порядкового равенства, или это разнопорядковые понятия. Существующие трактовки этих понятий носят явно выраженный интуитивный, а потому субъективный характер[29].
5. Не разработаны вопросы переноса и отложения осадков, из которых затем формируются механогенные породы, хотя зачатки этих решений, опирающиеся на представления гидравлики и гидротранспорта (в современном смысле)[30], рассматривались ещё в 40- 50 годах XX века, например,[15].
6. Недостаточно чётко определено понятие «Обломочные породы». Нечёткость возникает в связи с тем, что не определено понятие «Обломок» (сейчас оно носит интуитивный характер), а отсюда не ясно, почему понятие «Обломочные породы» включает и окатанные породы, образованные в результате действия наложенного процесса — физического, или ударного метаморфизма[31].
7. Недостаточно чётко определено положение некоторых органогенных пород в «Осадочных породах». Так присутствие в «осадочных породах» осадков, образованных выпадением из взвеси (суспензии) скелетных остатков планктонных организмов ещё понятно, но как быть с донными, малоподвижными, а тем более прикреплёнными или колониальными, например, кораллы, организмами?

Учитывая значительный произвол в определении «Осадочной породы», отсутствие внутреннего единства признаков, характеризующих это понятие, складывается впечатление, что это понятие является искусственным, надуманным. Его необходимо рассматривать как архаизм.

## Законы
Некоторые свойства законов:
Развитие литологии предполагает наличие специфических литологических законов (ЛЗ), более высоких, чем классификации, форм обобщения наблюдений. Но литологические законы (или законы литологии) являются частью, формой проявления геологических законов (ГЗ). ГЗ — частные законы, опирающиеся на представления о законах в теории познания. Ранее сущность ГЗ рассмотрена И. Ф. Зубковым с позиции категорий и законов диалектики. Согласно ( стр. 156) «закон — внутренне необходимая, всеобщая и существенная связь предметов и явлений объективной действительности; прочное, остающееся в процессе, повторяющееся и идентичное в явлении; …». Свойства закона:
1. Объективность — наличие отношений и связей между явлениями, не зависимое от воли человека, в частности, научного руководителя.
2. Доказательность отношений, связей.
3. Всеобщность — отношения и связи между явлениями геологической реальности присущи одновременно многим материальным (геологическим) системам.
4. Существенность — необходимость для существования предмета, явления. Существенным является такое свойство, удаление которого ведёт к уничтожению явления.

С развитием Закон становится частью теории, являющейся более общим атрибутом научного знания, хотя само отношение, описываемое этим Законом, не исчезает. «Закон как логическая форма организации эмпирических данных даёт тот гносеологический результат, который называется знанием». Важная функция З.- объяснения сущности новых явлений и связей: объяснение некоторого явления — это описание его в терминах известных Законов.
В геологии Закон, как форма обобщения эмпирического материала, прежде всего основывается на результатах геологического наблюдения (ГН), как элементарном и первичном акте научного исследования. Существенную роль в формировании Геологических Законов (ГЗ) играет учёт противоречивой сущности ГН, поскольку ГН является отображением взаимодействия объективного и субъективного. Ими выступают геологические Объекты (породы, тела), как объективная реальность, и геолог — исследователь, вносящий своё «Я» в выявление связей между Геологическими объектами-как фактор субъективности. ГЗ описывает свойства частных форм материи: 1. предметов и явлений и 2. отношений между ними. Выделяются две формы ГЗ: 1. отображение существенных особенностей строения и распространения объективно существующих форм геологического бытия, определяемые или подтверждаемые независимыми инструментальными методами. 2.отношения и связи между этими формами, не имеющие независимое подтверждения, поскольку главные способы их идентификации — теоретические конструкции — отсутствуют. Поэтому вторая форма ГЗ содержит элемент субъективизма. Отсюда его непостоянство, изменчивость во времени, переводящее ГЗ в более низкое качество — закономерность. При использовании геологических наблюдений нужно помнить, что ГН устанавливает исключительно гипотетические связи между геологическими объектами , составляющие основу гипотезы. Этап превращения их через доказательство в объективную реальность, отражением которой является только теория, в геологии практически отсутствует.
В работе рассмотрена история возникновения ГЗ. Выделяются два периода их выявления. Первый период связывается с процессами становления геологии до XX века. В это время сформулированы положения, названные основными законами, об общих особенностях строения геологического пространства: 1.периодическая смена суши и морей; 2. (Леонардо да Винчи) любая часть земли, которая обнажена реками, уже была земной поверхностью.; 3 (Леонардо — да Винчи) в формулировке — закон изостазии; 4 (Стено) нормальное залегание слоёв горизонтальное, причём слои, ограничивающие слои снизу и сбоку, образованы ранее и т. д.
Второй период обобщения данных — XX век. В это время интенсивность выделения ГЗ снизилась, появились тенденции отрицания существования законов в геологии ( С. 199—209). В это время не было сформулировано почти не только ни одного закона, но и упоминание о них стало замалчиваться. Например, если у М. С. Швецова понятие о законах ещё упоминается, то последующих работах, или о геологических законах не сказано практически ни одного слова. Существенные недостатки философского анализа проблем геологии:
1. игнорирование двойственности геологического наблюдения;
2. мало обоснованная вера в объективность геологического знания;
3. абсолютизация такого суррогата научного исследования как геологическое моделирование (в разных его формах), статистических приемов исследования;
4. Во многих разделах геологии (геохронология, геохимическая и изотопная баротермометрия, изотопная геохимия, задача об источниках вещества, петрография горных пород и пр.) выявлены методологические (теоретические, математические, методические) ошибки.

Таким образом, проблема «геологических законов» не нашла своего разрешения в новейшей истории развития геологии, хотя Геологические Законы являются краеугольными камнями общей структуры объективного геологического знания.
Классификация геологических законов
Выделяется несколько групп геологических законов:
А. Наиболее общие законы развития, представленные законами диалектики. К ним относятся законы: единство и борьба противоположностей; переход количества в качество; отрицание отрицания, исключенного третьего и др.
Б. Группа общих специальных законов: современные законы физики и химии, описывающие геологическую реальность:
1. Законы термодинамики и физической химии — описывают особенности температурного и барического минералообразования, в том числе и особенности климатических воздействий.
2. Законы гидромеханики и гидродинамики — условия осадкообразования, например, перенос обломков в водных или ветровых потоках.
3. Законы биологии и микробиологии — описывают особенности развития организмов, поставляющих материал для формирования специфических форм осадочных горных пород.

В. Специальные, или собственно геологические (литологические) законы. Наименее разработанная область геологического познания. И здесь также можно выделить геологические законы общего характера: единство вещества и пространства, ограниченности и смешения, следствием которых является единство геологического тела и горной породы.
Некоторые геологические законы, имеющие прямое отношение к формированию литологического знания:
Закон Леонардо да Винчи
любая часть земли, которая обнажена реками, уже была земной поверхностью.
Закон единства пространства и вещества
любое вещество (твёрдое, жидкое или газообразное) или поле заполняют некоторый объём пространства; и наоборот любой объём пространства заполняется некоторым веществом или полем.
Закон единства геологического тела и горной породы
Любая порода занимает некоторую часть пространства Земли, которая называется геологическим телом, и наоборот. любое геологическое тело заполнено некоторой горной породой.
Закон ограниченности
количественные характеристики свойств объектов или явлений являются ограниченными и конечными величинами.
Закон смешения
все породы являются продуктами смешения или преобразования ранее существовавших пород.
Закон периодичности
процессы, происходящие на поверхности или внутри Земли периодически повторяются.

### Законы в литологии[32]
Положения, которые можно назвать[уточнить] законами литологии:
Закон Стенона
Слои залегают горизонтально, причём более древние залегают под более молодыми;
Закон Головкинского — Вальтера
Фациальный Закон Головкинского — Вальтера (Закон Корреляции Фации) возрастное скольжение отдельных петрографических горизонтов — типов осадков (фаций) и их границ; явление, обусловленное движением береговой линии. В разрезе осадочных толщ друг над другом отлагаются осадки, образующиеся рядом на поверхности литосферы или на дне бассейна седиментации. Поэтому при трансгрессии или регрессии моря горизонтальные зоны осадков (фаций) переходят в разрезах осадочных толщ в вертикальные. В результате осадки одной и той же фации в направлении суша — море не являются строго одновозрастными. Этот закон, установленный Головкинским (1869), был сформулирован Иностранцевым (1872), а позже дополнен и уточнён Вальтером (1894): смена одних осадков другими на поверхности литосферы, в бассейне седиментации и в разрезах может происходить не только постепенно, но и внезапно. Наблюдается выпадение одной или ряда промежуточных фаций, расположенных в соседстве с данной рассматриваемой, благодаря различным причинам: тектоническим, климатическим, орогидрографическим и др.
Закон единства потоков и механогенных осадков
Тесная связь между водными (воздушными) потоками и отлагаемыми из них механогенными осадками является одним из важнейших законов Литологии.
Закон осадочной дифференциации Пустовалова
В процессе переноса осадочного материала под влиянием физико-химических и физико-механических условий происходит его дифференциация.
Закон Страхова
Н. М. Страхов установил причинно-следственную связь между осадками, выделяющимися из водных потоков, и климатическими особенностями региона Этот закон является частным выражением закона Пустовалова, если рассматривать климатические условия как частное проявления физико-химических условий.
Закон периодичности осадконакопления
Считается основным законом осадкообразования; первая попытка его обоснования принадлежит Л. В. Пустовалову (1940 г). Закон является частным случаем общего закона периодичности, в частности «общей периодичности геологических процессов». «Высшим проявлением периодичности является чередование различных формации осадочных пород за время одного полного геотектонического цикла» ( С.240).
Закон эволюции осадконакопления
«В его развитии осуществляется как бы повторение пройденного ранее, но каждый раз по-новому, на новой — высшей основе, то есть развитие идёт по спирали… . …процессы эволюции осадконакопления происходят необратимо.» (, С.242, 247).
Закон Геккера
Он отражает положения «о тесной связи организмов со средой обитания», детально развитое Р. Ф. Геккером (1933—1957)(Геккер Роман Фёдорович, 25.03.1900 — 15.08.1991;  Архивная копия от 27 июля 2009 на Wayback Machine)
Закон Билибина
все обломки пород и минералов, попадающие в активно действующие водные потоки, по мере переноса окатываются и приобретают равновесную, хорошо окатанную форму. В идеальном случае окатанная поверхность обладает минимальной шероховатостью и описывается уравнениями элиппсоидов (и шара).

## Классификация осадочных пород
«Классификации осадочных пород основаны на генезисе и вещественном составе. По генезису выделяют породы обломочные, химические и органогенные или обломочные, глинистые и хемобиогенные. Дальнейшее подразделение в пределах крупных генетических групп производится по вещественному и минеральному составу.
Л. В. Пустовалов в основу разделения пород положил теорию (правильнее — гипотезу) осадочной дифференциации вещества, выделяя ряды пород, возникших при механической и химической дифференциации, В. М. Батурин — фазы исходного вещества, из которых образуются породы, Ф. Петтиджон — тектонический принцип формирования пород в различных тектонических условиях и т. д. Однако все эти классификации являются более сложными и громоздкими и не получили широкого распространения.

Классификация осадочных пород является частью более общей классификации горных пород и представляет обобщение громадного фактического материала, собранного геологами, и литологами, за всё время существования геологии,. Классификация — один из способов систематизации эмпирических данных. Она отражает эмпирические связи между понятиями, описывающими существенные явления геологической реальности. Основными элементами классификации являются классификационные признаки, то есть свойства эмпирических данных, на основе которых происходит разбиение этих данных на однородные множества. В целом, классификация- это промежуточное звено в описании геологической реальности и представляет собой одну из первичных форм её обобщения, завершая на эмпирическом уровне определённый этап в проведении научных исследований. Выделяются два уровня определения «классификации»:
1. Классификация — это операция разбиения множества классификационных признаков на непересекающиеся подмножества классификационных признаков, однородных по этим признакам или отношениям и связям между ними.
2. Классификация — это форма представления упорядоченного множества классификационных признаков.

При оценке и построении классификации необходимо учитывать два момента:
- на какую основу она опирается (что является печкой?);
- для чего классификация создаётся?

Исходной основой классификации являются наиболее общие компоненты геологической реальности:
- формы существования геологического вещества (материи);
- формы движения геологического вещества (материи).

Главными формами существования геологического вещества являются:
- а. Твёрдое вещество (твёрдые фазы- породы, минералы, природные стекла и пр.);
- б. Жидкое вещество (жидкие фазы, растворы, расплавы (лавы));
- в. Газовое и газообразное вещество (газовые фазы, флюиды);
- г. Смешанные формы (прежде всего взвеси и суспензии).

В соответствии с ними выделяются и главные формы движения геологического вещества:
1. Физическая- прежде всего механическая (перенос, скольжение, внедрение, тектонические перемещения и пр.);
2. Химическая:
2а.  Растворение, плавление;
2б.  Осаждение из растворов или расплавов (кристаллизация);
2в.  Химическое преобразование (выветривание, метасоматоз, метаморфизм, реакционные взаимоотношения между минералами и пр.).
3. Органическая:
3а.  Биологическое (жизнедеятельность макроорганизмов);
3б.  Микробиологическое (жизнедеятельность микроорганизмов);
3в.  Фитологическое (жизнедеятельность растительных организмов).
Во всех последних случаях отмечается двойственная роль организмов (в том числе и растений) в геологических процессах:
Аа. Организмы являются породообразующими агентами за счёт своего скелета, прежде всего внешнего и выполненного минеральным веществом.
Аб. Организмы после своей гибели оставляют части, продукты гниения которых является основой породообразования (чаще всего растения).
Б. Организмы в качестве катализаторов участвуют в преобразованиях горных пород, сами непосредственных следов практически не оставляют.
Все классификации, опирающиеся на эти формы движения геологического вещества, называются естественными.
В практическом плане классификация — это форма языка, на основе которого осуществляется передача информации о сущности геологических явлений. Как пример можно упомянуть классификацию осадочных пород М. С. Швецова, которая является языком практически всех геологических описаний. Наконец, классификация играет роль определённого стандарта (эталона), используемого как основа для определения горных пород и отнесением их к тем или иным группам геологических образований.
Выделяются несколько уровней начальной классификации геологических признаков:
1. Исходными являются первичные классификации, или классификации первого уровня; они систематизируют непосредственно наблюдаемые эмпирические данные и устанавливают первичные, эмпирические, поверхностные связи между объектами классификации.
2. Второй уровень начальной классификации отражает продукты интерпретации первичных, эмпирических признаков. Этими продуктами являются названия (имена, термины) горных пород, устанавливаемые по этим признакам, а следовательно, второй уровень включает первичную классификацию горных пород как таковых.
3. Третий уровень составляет так называемая генетическая классификация, хотя не существует точного определения понятия «генезис». Генезис является более высоким интерпретационным фактором, который устанавливается на основе выявления условий образования конкретных горных пород, а потому завершает процесс начальной классификации.

### Разновидности форм представления классификаций
Известны основные формы представления классификации:
1. Условные обозначения к картам, планам, схемам.
2. Описательная в виде определённого текста, в котором элементы классификации представлены как разделы этого текста;
3. Табличная — в виде таблицы (квазиматрицы), в которой основные классификационные признаки систематизированы по горизонтали и вертикали. Наиболее полно эта форма проявилась в[40]
4. В отдельных случаях отмечаются классификации — циклограммы[14]

Условные обозначения являются наиболее древней формой классификации. В настоящее время наиболее распространены двумерные таблицы классификации как наиболее наглядные, хотя существуют и более сложные виды разбиений, например, треугольные и др. Последние часто используются при классификации пород (чаще магматических) по химическому или минералогическому составу. Классификационная таблица в некотором смысле аналогична уравнению, получаемому при теоретических исследованиях: классификация представляет собой концентрированное отражение геологической реальности, даёт наиболее краткое, в то же время достаточно ёмкое и точное представление об особенностях эмпирических данных, описание которых может занимать тома.

### Авторские классификации
В России (и Советском Союзе) первые классификации осадочных пород появились ещё в довоенное время (В. М. Батурин, 1937 г., Л. В. Пустовалов, 1940 г., и др.). Сводка наиболее серьёзных классификаций приведена в. Однако первая наиболее приемлемая и получившая широкое распространение классификация создана М. С. Швецовым (1948 г.).
| Классификация осадочных пород М. С. Швецова (с добавлениями МГРИ)                                      | | |                                                           | |
| 1. Генетические группы пород, выделяемые на основе происхождения слагающего их веществ                 | | |                                                           | |
| Обломочные породы (продукты разрушения без изменения минерального состава)                             | Глинистые породы (продукты разложения алюмосиликатов и железисто-марганцевых алюмосиликатов с образование глинистых минералов) | Химические и биохимические продукты (выпадения из растворов с образованием окислов и солей простого химического состава) | Продукты фотосинтеза (накопление органических соединений) | Смешанные породы (смешение различного материал, в том числе и вулканогенно — осадочного)                     |
| 2. Подгруппы пород, определённые условиями осадконакопления вещества                                   | | |                                                           | |
| Остаточные — Перенесённые                                                                              | | |                                                           | |
| 3. Главные виды и разновидности пород, обособляющиеся в процессах осадочной дифференциации             | | |                                                           | |
| Крупнообломочные (псефиты) Брекчии Конгломераты Среднеобломочные (псаммиты) Мелкообломочные (алевриты) | Мономинеральные Гидрослюдистые Каолиновые Монтмориллонитовые Олигомиктовые Полимиктовые                                        | Гидроокислы Al, Fe, Mn (латериты, бокситы, бурые железняки) Кремнистые (диатомеи, трепелы, опоки, яшмы и др.) Фосфатные (фосфориты) Карбонаты (известняки, доломиты) Сульфаты (гипсы, ангидриты) Соли (калийные и поваренные) | Торф Угли Горючие сланцы                                  | Глинисто- обломочные Карбонатно-глинистые Глинисто-кремнистые Карбонатно-обломочные Обломочно-глинистые и др |

Одна из последних классификаций приведена в работе
| Классификация осадочных пород МГУ |                   |                              |                              |                  |               |                   |              |                |                 |
| Ряд                               | Силикатные породы | Несиликатные породы          | Органические породы          |                  |               |                   |              |                |                 |
| Надкласс (группа)                 | Силикаты          | Оксидно-гидро-ксидные породы | Фосфа-толиты и фос-форо-литы | Кар-бо-нато-литы | Га-ло-ли-ты   | «Ма-лые по-ро-ды» | Кар-бо-ли-ты | Би-ту-мо-ли-ты | Гра-фи-то-ли-ты |
| Класс-семейство-род               | Класстолиты       | Пе-ли-то-ли-ты               | Ал-ли-ты                     | Фер-рито-литы    | Ман-гано-литы | Си-ли-ци-ты       |              |                |                 |
|                                   | Псе-фи-то-ли-ты   | Псам-ми-ты                   | Але-вро-ли-ты                |                  |               |                   |              |                |                 |

### Другие варианты классификации
| Группы пород | Механогенные                                   | Хемогенные | Органогенные | Биохимические, а также смеси предыдущих |                    |                         |        |              |              |              |             |              |              |                        |  |              |             |         |        |       |         |              |
| Классы пород | Обломочные породы, их сцементированные аналоги | Гли-ны     | Сме-шан-ные  | Силикаты                                | Соли               | Окислы, гидро-окислы    | Др.    | Карбо-наты   | Кре-мни-стые | Углеродистые |             |              |              |                        |  |              |             |         |        |       |         |              |
| Виды пород   | Пе-ли-ты                                       | Але-ври-ты | Пса-мми-ты   | Псе-фи-ты                               | Вод-но-оса-доч-ные | Комби-нации преды-дущих | Гли-ны | Гла-уко-ниты | Га-ло-иды    | Суль-фаты    | Фос-фо-риты | Кар-бо-на-ты | Кре-мни-стые | Гидро-окислы Al,Fe, Mn |  | Из-вест-няки | До-ло-ми-ты | Кре-мни | Тор-фа | Уг-ли | Сла-нцы | Би-ту-мо-иды |

## Механогенные породы
Здесь рассматриваются породы, сложенные твёрдофазным веществом (зёрнами), переносимыми различными потоками от мест зарождения потока до места разгрузки. Эти породы собственно и являются осадочными породами, в частности, обломочными породами, поскольку они осаждаются из потоков-взвесей. Обычно их называют терригенными, по источнику материала, из которого они образуются. Термин «механогенный» отражает механизм формирования породы. Это — понятия однопорядковые.

### Виды потоков
Выделяются потоки:
1. потоки, в которых несущим компонентом является вода. Смесь воды и твёрдого вещества образуют взвесь (суспензию);
2. потоки, в которых несущим компонентом является газовая (воздушная) фаза. Характеры для пустынных мест.
3. потоки, в которых несущим компонентом является другое твёрдое вещество. Как правило несущим веществом в этих потоках является твёрдофазная вода — лёд, а сам поток называется ледником. Здесь выделяются два механизма переноса:
- перенос вещества в теле и по поверхности ледника;
- перенос вещества осуществляется через разрушение ложа ледника и толканием вещества фронтальной частью ледника.

4. Особой формой потока являются гравитационные потоки делювиальных образований на склонах гор (делювиальные потоки).
Здесь не рассматриваются гидротермальные потоки и потоки, в которых несущим компонентом является расплавленная магма, хотя они могут переносить твёрдый либо коллоидный материал.
Потоки-взвеси — преобладающая форма переноса вещества. Вместилищами потоков являются разнообразные водные бассейны — моря, озёра, реки. Концентрация твёрдого вещества изменяется в широких пределах и колеблется от долей процента (потоки малой плотности) до 60-80 % в селях, в которых вода играет только роль разрыхлителя и смазочного материала. В делювиальных потоках концентрация твёрдого вещества ещё больше.

### Свойства зёрен обломочных пород
Классификация этих пород приведена выше. В основном эти свойства описаны в многочисленных работах по литологии. Характернейшим свойством зёрен этих пород является размер зёрен, которые в подавляющем большинстве случаев изменяются в трёх координатных плоскостях; в связи с этим выделяютя наибольший размер (длина) {\displaystyle A}, средний размер (ширина) {\displaystyle B} и минимальный размер (толщина) {\displaystyle C}. Это означает, что зерно вписано в некоторую псевдопризму, свойства которой, если не вводить коэффициенты формы, изучаются далее.
Новейшие исследования (,) показали, что по миграционным свойствам, то есть по способности перемещаться в потоках, выделяются две группы обломочных рыхлых пород:
А. породы (литокласты), размер зерен в которых преимущественно {\displaystyle \geq 2{,}0} мм; зёрна в этих разностях сложены преимущественно ({\displaystyle \approx 90\%}) различными породами. Поэтому морфология зёрен существенно зависит от внутреннего состава, структуры и текстуры породы. В породах с изотропными характеристиками форма зёрен приближается к изометрической (сферической); в породах с анизотропными свойствами (слоистые осадочные породы, сланцы и пр.) формы зёрен приближаются к трёхмерным (уплощённым) эллипсоидам.
Б. породы (минакласты (мина- сокращённо от минал)), размер зёрен в которых преимущественно {\displaystyle \leq 2{,}0} мм, независимо от состава (чистые кварцевые пески, аркозы, граувакки и пр.) зёрна являются мономинеральными образованиями в том смысле, что каждое зерно осадка сложено преимущественно минералами. Эти данные получены на основе тщательных измерений по трём осям размеров зёрен из осадков Африки (Гвинея) и России (реки Угра и Воря, р. Тара в Зап. Сибири, береговые зоны Белого моря и из. Чудское, девонские отложения Русской платформы и Урала). При этом во всех случаях определялась степень окатанности. При исследовании введены новые параметры: {\displaystyle \Pi =A+B+C}, где {\displaystyle \Pi } -виртуальный периметр. Понятно, что {\displaystyle {\Pi }/3} представляет собой средний размер зерна.
Соотношения между минералами в осадках показаны в таблице:
| Минерал      | дистен Dis | эпидот Ep | пирок- сен Px | турма- лин Tur | магне- тит Tur | ставро- лит Stv | циркон Zrn | рутил Rut | ильме- нит Ilm | гранат Grn | кварц Qw | Всего |
| Кол-во зёрен | 43         | 174       | 250           | 267            | 307            | 417             | 417        | 478       | 850            | 1105       | 5874     | 10237 |
| % от суммы   | 0,420      | 1,700     | 2,442         | 2,608          | 2,999          | 4,073           | 4,611      | 4,669     | 8,303          | 10,79      | 57,38    | 100   |

Выявлено также распределение минералов по величине окатанности зёрен:
| Минералы | НО   | ПО   | ОК   | УО  | кол-во объектов | %ОК   | {\displaystyle \rho } | H    |
| Дистен | 0    | 30   | 0    | 13  | 2               | 0,00  | 3,61                  | 4    |
| Магнетит | 210  | 91   | 6    | 0   | 2               | 1,95  | 5,17                  | 6    |
| Пироксен | 110  | 97   | 17   | 26  | 4               | 7,59  | 3,3                   | 5,75 |
| Гранат | 500  | 442  | 62   | 101 | 4               | 6,18  | 3,7                   | 8    |
| Циркон | 190  | 209  | 50   | 23  | 4               | 11,14 | 4,7                   | 7,5  |
| Кварц | 2405 | 1747 | 1011 | 711 | 31              | 19,58 | 2,65                  | 7    |
| Ставролит | 40   | 206  | 62   | 109 | 2               | 20,13 | 3,7                   | 7,25 |
| Турмалин | 44   | 138  | 85   | 0   | 3               | 31,84 | 3,2                   | 8    |
| Ильменит | 220  | 312  | 300  | 18  | 4               | 36,06 | 5                     | 5,5  |
| Рутил | 92   | 169  | 160  | 57  | 5               | 38,00 | 4,25                  | 6,25 |
| Эпидот | 8    | 95   | 71   | 0   | 3               | 40,8  | 3                     | 6,5  |
| Примечание: НО неокатанные зёрна; ПО- полуокатанные; ОК- окатанные; УО — угловато-окатанные; %ОК- процент окатанных зёрен; {\displaystyle \rho }- плотность минерала (г/см³); Н- твёрдость минерала по шкале Мооса. |      |      |      |     |                 |       |                       |      |

Выявлены следующие особенности распределения параметров зёрен:
- 1. Все зёрна независимо от степени окатанности имеют различные размеры по трём осям;
- 2. Окатанность минералов обратно пропорциональна твёрдости минерала;
- 3. Окатаность обратно пропорциональна плотности минерала;
- 4. Высокая досперсия распределения точек на размерных диаграммах[31] В то же время на диаграммах

(А,П/3) дисперсия точек, характеризуемая параметром (R²) существенно уменьшается, то есть {\displaystyle {R^{2}}\longrightarrow 1};
- 5. На диаграммах (А,П/3) все точки строго ложатся на прямые с уравнением вида

{\displaystyle {\Pi }/3=k_{\Pi }\cdot {A}+K_{\Pi }},
в которой также можно вместо {\displaystyle A} использовать {\displaystyle B} и {\displaystyle C}.
В этом уравнении коэффициент {\displaystyle k_{\Pi }} имеет смысл обобщённого коэффициента уплощённости. При {\displaystyle A=B=C} {\displaystyle {k_{\Pi }}=1}.
Это равенство характерно для кристаллов алмаза, некоторые значения {\displaystyle k_{\Pi }} для кварца россыпей показаны в таблице; для золотин, которые характеризуются сильно вытянутыми зернами, величина {\displaystyle k_{\Pi }} достигает значений 0,5.
| Объект       | степень окатан-ности | кол. проб | {\displaystyle k_{\Pi }} | R²    |
| оз. Чуд-ское | ОК                   | 107       | 0,747                    | 0,943 |
| оз. Чуд-ское | ПО                   | 204       | 0,707                    | 0,933 |
| оз. Чуд-ское | НО                   | 50        | 0,714                    | 0,956 |
| р. Угра      | ОК                   | 56        | 0,641                    | 0,966 |
| р. Угра      | ПО                   | 146       | 0,662                    | 0,972 |
| р. Угра      | НО                   | 63        | 0,705                    | 0,965 |

- 6.  Характерно совместное присутствие НО-, ПО- и ОК- зёрен. В работе это явление объяснялось с позиции теории вероятности. На самом деле это явление имеет удовлетворительное объяснение с точки зрения механики процесса: неокатанность зёрен увеличивает площадь поверхности зерна, что создаёт кажущееся увеличение объема (размеров) зерна; в связи с этим возрастают сопротивления лобовое и трение, создавая дополнительное воздействие потока на зерно.
- 7. Если распределение параметров зёрен описывается уравнениями

{\displaystyle B={k_{B}\cdot {A}+K_{B}}};
{\displaystyle C={k_{C}\cdot {A}+K_{C}}};
то
{\displaystyle {k_{\Pi }=1+k_{B}+k_{C}}};
{\displaystyle K_{\Pi }={\frac {K_{B}+K_{C}}{3}}}.
- 8. Между отношениями {\displaystyle {B} \over {A}}  и  {\displaystyle {C} \over {A}} во всех формах окатанности корреляционной связи нет. В то же время средневзвешенная величина всех значений отношений описывается последовательностью

{\displaystyle {{A} \over {A}}:{{B} \over {A}}:{{C} \over {A}}} = {\displaystyle {1}:{0{,}745}:{0{,}361}\approx {{5} \over {5}}:{{3} \over {4}}:{{1} \over {3}}}
с общим членом:
{\displaystyle {\frac {{2}\cdot {(k-n)}+1}{{2}\cdot {k}-n}}},
в котором {\displaystyle k} — длина, {\displaystyle n=1,2,3} — номер члена ряда.
Другая особенность этой формулы: числитель и знаменатель среднего члена являются полусуммами соответствующих частей крайних членов.
Механизм возникновения подобных зависимостей не ясен.

### Скорости перемещения зёрен в потоках (метод — геоспидометр)
Эта задача всегда и давно привлекала геологов (литологов) и является составной частью решения обратной задачи Литологии. В основном она касалась осадков, переносимых водными потоками. Можно выделить несколько этапов поисков решения этой задачи.
Период качественного решения задачи
Он характерен для ранних этапов развития литологии; качественное решение широко используется и в настоящее время.
Решение задачи исходит из интуитивного представления, что чем меньше зерно, тем оно переносится дальше и для этого неоюходимы небольшие скорости течения потоков.
В основе этих выводов лежит представление о кинетической энергии частицы {\displaystyle E={\frac {{m}\cdot {v^{2}}}{2}}}, где {\displaystyle E} — кинетическая энергия, {\displaystyle m} — масса зерна, {\displaystyle v} — скорость движения зерна. Для зёрен З1 и З2 кинетическая энергия имеет значения {\displaystyle E_{1}={\frac {{m_{1}}\cdot {v_{1}^{2}}}{2}}} и {\displaystyle E_{2}={\frac {{m_{2}}\cdot {v_{2}^{2}}}{2}}}. Так как энергия потока передаётся переносимым зёрнам, то можно записать {\displaystyle E} = {\displaystyle E_{1}} = {\displaystyle E_{2}}.Тогда для обоих зёрен выполняется равенство {\displaystyle {m_{1}}/{m_{2}}} = {\displaystyle {v_{2}^{2}}/{v_{1}^{2}}}. Поскольку {\displaystyle m={\rho }\cdot {V}}, где {\displaystyle \rho } — плотность зерна, определяется минералом, выполняющим зерно; {\displaystyle V} — объём этого зерна, то выявляются два варианта поведения зёрен при перемещении в потоке:
1. Для частиц одного состава {\displaystyle \rho _{1}} = {\displaystyle \rho _{2}} и имеем {\displaystyle {V_{1}}/{V_{2}}} = {\displaystyle {v_{2}^{2}}/{v_{1}^{2}}}. В этом случае вперёд уходит зерно меньшего размера.
2. для частиц одного размера {\displaystyle V_{1}=V_{2}} имеем {\displaystyle {\rho _{1}}/{\rho _{2}}} = {\displaystyle {v_{2}^{2}}/{v_{1}^{2}}}; в этом случае вперёд уходит более лёгкая частица.

Это объяснение обладает одним недостатком: оно не учитывает взаимодействие зерна с потоком при перемещении; в этом выводе по умолчанию предполагается, что зёрна, получив от потока некоторую долю его энергии, далее двигаются независимо от потока. Но это не так. Зерно, двигаясь с меньшей скоростью относительно потока, представляет собой преграду; преодолевая её, поток передает зерну дополнительную энергию, искажая полученную выше картину. Кроме того этот подход не позволяет решить обратную задачу.
Качественное использование представлений гидродинамики
В исходной основе лежат работы гидрологов с широким применением результатов теории подобия (М. А. Великанов, В. М. Гончаров, 1938, 1953; В. П. Зенкович, 1946; А. М. Годен,1946; Л.Прандтль,1951; Я.Церебровский, 1958; Л. Г. Лойцянский, 1970; Дж. Гриффитс, 1971; Ф.Дж. Петтиджон и др., 1976, 1981) по анализу переноса наносов, используемые при строительстве плотин, дамб и т. д.. Все эти работы относятся к типу работ, решающим только прямую задачу.
Ими получены основные уравнения зарождения, переноса и отложения речных осадков, условия возникновения ламинарного и турбулентного движений. В этих работах применены представления о скорости отрыва зерна от подложки, то есть то минимальное значение скорости потока, которое ведёт к волочению зерна по дну водотока. Впервые эти представления применил Engelgardt (1939—1940 г.), который провёл расчёты оценочных значений этих скоростей для зёрен разных размеров и затем неоднократно повторённые другими авторами. В этих же работах широко применяется уравнение Стокса в виде, использованном в
:
{\displaystyle v={{{2g} \over {9}}\cdot {d_{z}^{2}}}\cdot {\frac {(\rho _{z}-\rho _{0})}{\eta _{z}}}\approx {2{,}18\cdot {d_{z}^{2}}}\cdot {\frac {(\rho _{z}-\rho _{0})}{\eta _{z}}}}
Здесь {\displaystyle v_{z}} — скорость перемещения зерна (z); {\displaystyle d_{z}} — диаметр зерна; {\displaystyle \rho _{z}} — плотность зерна; {\displaystyle \rho _{0}} — плотность воды (взвеси); {\displaystyle \eta _{w}} — вязкость воды (w)(взвеси); {\displaystyle g} — ускорение силы тяжести.
В ряде работ по седиментологии, например,, механически повторённое в российских работах, например, условие движения турбидитового потока вниз по склону можно описать уравнением
{\displaystyle S_{1}+S_{2}=({\rho }_{2}-{\rho }_{1})\cdot {g}\cdot {h}\cdot {\alpha }},
где {\displaystyle S_{1}}, {\displaystyle S_{2}} — напряжения сдвига между мутьевым потоком, ложем и вышележащим флюидом; {\displaystyle {\rho }_{1}}, {\displaystyle {\rho }_{2}} — плотности турбидитового потока и окружающего флюида; {\displaystyle h} — высота потока; {\displaystyle \alpha } — угол склона дна. К сожалению в эту формулу вкралась ошибка: в одних работах (Селли Р. К.) пишется {\displaystyle \alpha }, в других (, С.120)- {\displaystyle \sin \alpha }.Тогда скорость {\displaystyle v} движения плотностного потока описывается формулой (, С.170):
{\displaystyle v={\frac {2\cdot ({\rho }_{2}-{\rho }_{1})}{{\rho }_{1}}}\cdot {g}\cdot {h}}.
Вообще вместо {\displaystyle v} правильнее писать {\displaystyle v^{2}}. Кроме того выражение типа {\displaystyle v^{2}=2gh} характеризует движение в субвертикальном потенциальном поле и не характеризует субгоризонтальное движения мутьевого потока.
Несмотря на полученные результаты, применение их для решения обратных задач литологии затруднительно. Кроме явного не желания литологов заниматься этими проблемами, сюда накладываются и другие обстоятельства: 1) громоздкость уравнений. 2) Осадки рассматриваются как однородные по минеральному и плотностному составу образования. 3). Абсолютизирована величина плотности воды {\displaystyle \rho _{o}=1}, хотя минералы осаждаются не из чистой воды, а из смеси воды и твёрдого материала (взвеси), имеющей свои значения плотности и вязкости. В гидравлике такие смеси относятся к аномальным объектам. 4). Почти нет работ по определению вязкости взвесей в широком интервале концентраций твёрдого вещества. 5). Использование теории подобия существенно усложнило возможность решения обратной задачи. 6). Некорректность использования уравнения Стокса (оно не применимо для решения подобных задач).
Однако главный недостаток всех этих работ — невозможность применить их для решения обратной задачи. Все они предназначены только для качественного анализа процесса осадкообразования.
Применение положений гидравлики. Геоспидометр
Из гидравлики наиболее приемлемы представления о гидротранспорте, опирающиеся на взаимоотношения потока и перемещаемых им наносов. Естественные водные потоки-взвеси представляют собой виды природного гидротранспорта. По этой причине к ним применимы теоретические разработки в области гидротранспорта. В этом случае для близгоризонтальных напорных потоков применимо уравнение:
{\displaystyle v={\sqrt {{2g}\cdot {V_{z} \over {F}}\cdot {f \over {C_{xt}}}\cdot {({\rho _{z} \over {\rho _{o}}}-1)}}}\qquad {(1)}}
здесь {\displaystyle F} — «миделево сечение», то есть проекция тела зерна на плоскость, нормальную к линиям течения потока; {\displaystyle V_{z}} — объём зерна; {\displaystyle C_{xt}} — коэффициент лобового сопротивления зерна, учитывающий влияние соседних зёрен на обтекание зерна потоком; {\displaystyle f} — коэффициент трения частицы о стенку канала движения (в случае природных потоков — трение зёрен друг о друга).
Подобные исследования описаны и в работе, в которой приведено уравнение
{\displaystyle {\frac {V_{z}}{{F}\cdot {\phi }}}={{\frac {\rho _{o}}{\rho _{z}-\rho _{o}}}\cdot {\frac {v_{z}^{2}}{2g}}}\qquad {(2)}}.
В этом уравнении, получившего название «уравнение Гостинцева» {\displaystyle \phi } — безразмерный фактор формы (коэффициент сопротивления). Из сопоставления уравнений {\displaystyle (1)} и {\displaystyle (2)} следует, что {\displaystyle \phi ={C_{xt}}/{f}}.
Параметр {\displaystyle V_{z}/{F}} отражает линейные размеры зерна. Обобщение материалов показало, что в песчано-алевритовых осадках в 99 % случаев {\displaystyle A>B>C}, то есть зерна относятся к типоморфной группе призмоидов. Поскольку {\displaystyle F} -проекция тела зерна на плоскость, то здесь возможны два крайних варианта:
а) длинная ось перпендикулярна линия тока;
Тогда {\displaystyle F\approx {AC}} или {\displaystyle F\approx {AB}}  и  {\displaystyle {V_{z}/{F}}=C}  или  {\displaystyle {V_{z}/{F}}=B};
б) эта ось располагается вдоль линии тока. 
В этом случае {\displaystyle F=CB} и {\displaystyle {V_{z}/{F}}=A}.
Естественно, первый случай соответствует перекатыванию зерна в потоке при перемещениях, способствуя истиранию этого зерна. В целом, можно написать, что {\displaystyle {V_{z}/{F}}=d}, где {\displaystyle d} — обобщённый линейный параметр. Натурные измерения показали, что наилучшие результаты получены при {\displaystyle d=C} или {\displaystyle d={(B+C)/{2}}}.
Уравнение {\displaystyle (2)}, таким образом, включает параметры {\displaystyle \rho } и {\displaystyle d}, которые измеряются достаточно точно и поэтому должны быть использованы в качестве переменных. В результате приходим к уравнению
{\displaystyle \rho ={{{0,05}\cdot {\phi }\cdot {v_{z}^{2}}\cdot {\rho _{0}} \over {d}}+\rho _{0}}={\beta  \over {C}}+{\rho _{0}}\qquad {(3)}}
Это уравнение использовано для определения палеоскоростей движения зёрен в некоторых объектах, а сам метод получил название «Геоспидометр» ,.
В этом уравнении неясным остаётся параметр {\displaystyle \phi }. Для его определения использованы два эталонных объекта:
- Для побережий крупных водных бассейнов (моря, озёра) использованы данные по отмелым берегам Балтийского моря. Согласно {\displaystyle \phi ={{{g}\cdot {R}\cdot {i}} \over {v^{2}}}}, где {\displaystyle i=0{,}016} — гидравлический уклон; {\displaystyle v=0{,}8} м/сек — скорость потока; {\displaystyle R=2} м — средняя глубина участка. Отсюда {\displaystyle \phi =0{,}245}. Используя это значение {\displaystyle \phi }, получены значения скоростей, соответствующие реальным значениям.
- Для рек в качестве эталона взяты гидравлические данные по р. Угре (Калужская область, Россия), согласно которым в паводке наибольшая скорость воды равна 1,5 м/сек и более. Для {\displaystyle V=1{,}5} м/сек оказалось, что {\displaystyle \phi =0{,}12} .

Основные результаты определения палеоскоростей:
| Регион                                        | {\displaystyle {\rho _{o}}(g/sm^{3})} | {\displaystyle v_{z}(m/sek)}     | {\displaystyle \phi }          | Использованные минералы     |
| Побережье Белого моря (Россия)                | 1,34                                  | {\displaystyle \approx {1{,}61}} | {\displaystyle \approx 0{,}25} | Qw, Ep, Grn, Dis, Zr,       |
| Чудское озеро (СССР)                          | 1,07                                  | {\displaystyle \approx {1{,}7}}  | {\displaystyle \approx 0{,}25} | Qw, Mon, Rut, Tur,Zrn       |
| Древний бассейн (Башкирия, такатинская свита) | 1,2                                   | {\displaystyle \approx {1{,}4}}  | {\displaystyle \approx 0{,}25} | Dio, Tur, Rut, Zrn          |
| Древний бассейн (Гвинея, Гуаль)               | 1,1                                   | {\displaystyle \approx {1{,}4}}  | {\displaystyle \approx 0{,}25} | Ilm, Qw, Rut, Zrn           |
| р. Угра (Россия, Калужская обл.)              | 1,36 (эталон)                         | 1,5                              | {\displaystyle \approx 0{,}12} | Mt, Ilm, Zrn, Px, Qw, Tur   |
| Приток р. Угры                                | 1,73                                  | {\displaystyle \approx {1{,}24}} | {\displaystyle \approx 0{,}12} | Qw, Tur, Px, Rut, Zrn       |
| Приток р. Угры                                | 2,77                                  | {\displaystyle \approx {0{,}97}} | {\displaystyle \approx 0{,}12} | Dio, Dis, Ep, Ilm, Mt       |
| Тарская россыпь (Россия, Зап. Сибирь)         | 2,17                                  | {\displaystyle \approx {0{,}97}} | {\displaystyle \approx 0{,}12} | Qw, Dis, Grn, Rut, Zrn, Ilm |
| Примечание: Px- авгит                         |                                       |                                  |                                |                             |

Основные выводы, следуемые из полученных результатов:
- 1) Чаще всего аргументом является величина {\displaystyle 1/{C}}, говоря о том, что зерно ориентировано поперёк течения воды в потоке; это допустимо, если при перемещении зёрна перекатываются. Этот способ движения в максимальной степени способствует окатыванию зёрен, поскольку в этом случае осуществимы наиболее частые ударные контакты с неровностями русла.;
- 2) Сопоставление рассчитанных величин {\displaystyle \rho _{o}} и {\displaystyle v} показывает, что между ними существует обратная зависимость, то есть чем плотнее (тяжелее) состав зерна, тем медленнее оно движется. Это соответствует интуитивной точке зрения, что при прочих равнчх условиях, чем больше масса объекта, тем медленнее он движется.;

К прочим равным условиям относятся:
- Равенство кинетических энергий движущихся зёрен. Практика не подтверждает этот вывод.
- Равенство количеств движений, то есть импульсов {\displaystyle J} перемещения зёрен. Поскольку {\displaystyle J=m\cdot {v}},  то  {\displaystyle {\rho _{o1}\cdot {v_{o1}}}={\rho _{o2}}\cdot {v_{o2}}} или {\displaystyle m\cdot {v}=const}, что и определяет сделанный вывод. Это говорит об импульсном (пульсационном) механизме перемещения зёрен.

- 3) Пульсационный механизм перемещения материала позволяет говорить о периодичности протекания процесса.;

Пусть: 
 1. Премещение осадочного материала осуществляется как в декартовых координатах, так и во времени, то есть {\displaystyle M=f(x,t)} , где {\displaystyle M} — масса переносимого материала; {\displaystyle x} — координата, вдоль которой происходит перемещение материала. 
 2. Осадочный материал поступает в бассейн осаждения вследствие разрушения некоторого исходного материнского геологического тела, заполненного рыхлым материалом, так, что количество выносимого материала пропорционально количеству материала в исходном геологическом теле.
Это позволяет записать исходные уравнения в виде:
{\displaystyle {\frac {dM}{dx}}=-a_{x}\cdot {M}\qquad {(A)}};
{\displaystyle {\frac {dM}{dt}}=-a_{t}\cdot {M}\qquad {(B)}}.
Объединив уравнения путём удаления общего параметра, получаем уравнение движения вещества
{\displaystyle {\frac {dM}{dx}}={a_{x} \over {a_{t}}}\cdot {\frac {dM}{dt}}}.
Дальнейшие преобразования приводят к простейшему гиперболическому уравнению, или уравнению струны, в окончательном варианте имеющим вид:
{\displaystyle {{dM} \over {dt}}={{v}\cdot {{dM} \over {dx}}}};   и
{\displaystyle {{d^{2}M} \over {dt^{2}}}={{v^{2}}\cdot {{d^{2}M} \over {dx^{2}}}}}
В принципе этот результат согласуется с другими работами. Так, например, М. А. Великанов, использовал гиперболические уравнения для анализа переноса осадочного материала водными потоками.